# Kaouara
Kaouara  è una città e sottoprefettura della Costa d'Avorio appartenente al dipartimento di Ouangolodougou. Conta una popolazione di 27 971 abitanti (censimento 2014).